# Municipio de Elm Grove (condado de Calhoun)
El municipio de Elm Grove (en inglés: Elm Grove Township) es un municipio ubicado en el condado de Calhoun en el estado estadounidense de Iowa. En el año 2010 tenía una población de 164 habitantes y una densidad poblacional de 1,81 personas por km².

## Geografía
El municipio de Elm Grove se encuentra ubicado en las coordenadas 42°20′52″N 94°47′58″O / 42.34778, -94.79944. Según la Oficina del Censo de los Estados Unidos, el municipio tiene una superficie total de 90.59 km², de la cual 90,54 km² corresponden a tierra firme y (0,05 %) 0,04 km² es agua.

## Demografía
Según el censo de 2010, había 164 personas residiendo en el municipio de Elm Grove. La densidad de población era de 1,81 hab./km². De los 164 habitantes, el municipio de Elm Grove estaba compuesto por el 98,17 % blancos, el 0,61 % eran afroamericanos, el 1,22 % eran asiáticos. Del total de la población el 0 % eran hispanos o latinos de cualquier raza.